# Аввакумов, Евгений Григорьевич
Евгений Григорьевич Аввакумов (род. 26 декабря 1934) — советский и российский химик. Доктор химических наук (1987). Заслуженный деятель науки РФ (2004) и лауреат Государственной премии РФ в области науки (1993).

## Биография
- 1957 — окончил Ленинградский университет;
- 1965 — защитил кандидатскую диссертацию на тему «Исследование процессов кристаллизации азотнокислых солей из расплавов»
- 1987 — защитил докторскую диссертацию хим. наук (Докторская диссертация: «Механическая активация твердофазных реакций в неорганических системах»
- 1956—1968 — старший лаборант, младший научный сотрудник ИНХ СО РАН
- 1968—1975 — старший научный сотрудник Института химической кинетики и горения СО РАН
- 1975—1987 — старший научный сотрудник Института химии твердого тела и механохимии СО РАН
- 1988—2004 — заведующий лабораторией механохимических реакций
- 2004—2015 — главный научный сотрудник Института химии твердого тела и механохимии СО РАН
- с 2015 — пенсионер.

## Научная деятельность
Автор 306 научных публикаций, 42 изобретений. Получатель премии Президиума РАН им. Н. В. Мельникова (2013). Включен в топ-100 специалистов в области химии и химической технологии (2017) с индексом цитируемости 2235.

### Область научных интересов
- кристаллизационные процессы в расплавленных солях и использование их для приготовления чистых солей
- влияние механической обработки на реакционную способность и реакции твердых тел,.
- исследование закономерностей структурных и химических изменений в твердых веществах и механохимических реакций под влиянием механической активации в энергонапряженных измельчительных аппаратах.

### Основные результаты исследований
- предложил новый метод кристаллизационной очистки солей путем применения интенсивного перемешивания во вращающемся контейнере.
- показал, что механическая активация твердых тел в измельчительных аппаратах приводит не только к изменению размера частиц, но является сложным процессом, включающим образование дефектов, изменение состава и структуры твердых тел. В частности, при активации оксидов металлов IV, V, VI групп Периодической таблицы Д. И. Менделеева установлен структурно-химический канал запаса механической энергии оксидом, который заключается в том, что при активации происходит частичная диссоциация оксида с выделением кислорода и образованием протяженных дефектов по механизму кристаллофизического сдвига. Этот канал является более энергоемким, чем поверхностный и структурный каналы, по которым также происходит накопление энергии в ходе механической активации.
- установил принципиальное отличие механохимических реакций твердое-твердое от реакций твердое-жидкость, твердое — газ, заключающееся в том, что скорость реакций в двух последних определяется скоростью роста поверхности, а в реакциях твердое-твердое площадью контактов между частицами, интенсивностью механических воздействий и способности твердых тел к пластическому течению.
- предложил новый вариант механохимического синтеза, который основан на использовании гидратированных соединений и назван как «мягкий механохимический синтез». Провел сравнение эффективности мягкого механохимического синтеза и золь-гель метода и показано, что оба эти метода позволяют получать частицы одинакового размера, но механохимический синтез проще с экологической точки зрения, так как не требуется больших объёмов растворителей.
- разработал новые методы синтеза ряда соединений — катализаторов (кобальтит лантана, алюминат лантана, феррит кальция, диоксид циркония, стабилизированный иттрием, и др.); — алюмосиликатов с важными практическими свойствами (кордиерит, муллит, силикаты магния, анортит и др.); — пигментов (алюмокобальтовый, железно-титановый и др.), которые являются более простыми, требуют меньших энергозатрат и позволяют получать продукт в мелкодисперсном и рентгеноаморфном состоянии.

### Основные работы в области химии и химической технологии
1. Аввакумов Е. Г. Механические методы активации химических процессов. Новосибирск: Наука. Сиб. Отд- ние, 1979, 254 с.; издание второе перераб. и доп. 1986, 305 с.
2. Аввакумов Е. Г., Гусев А. А. Кордиерит — перспективный керамический материал. Новосибирск: Изд-во СО РАН. 1999, 165 с.
3. Avvakumov E., Senna M., Kosova N. Soft Mechanochemical Synthesis: a Basis for New Chemical Technologies. Boston/Dodrecht/ London: Kluwer Academic Publishers. 2001, 201 p.
4. Аввакумов Е. Г., Гусев А. А. Механические методы активации в переработке природного и техногенного сырья. Новосибирск: Изд-во «Гео». 2009,155 с.
5. Аввакумов Е. Г., Пушнякова В. И. Механохимический синтез сложных оксидов,// Химическая технология.2002. № 5. С. 6-16.
6. Аввакумов Е. Г., Калинкин А. М., Калинкина Е. В. Опыт использования центробежной мельницы непрерывного действия для механической активации титанита // Химическая технология. 2008. Т. 9. № 11. С. 590—594.